# Opistomum pallidum
Opistomum pallidum är en plattmaskart. Opistomum pallidum ingår i släktet Opistomum och familjen Typhloplanidae. Inga underarter finns listade i Catalogue of Life.